# Katastrofa lotnicza Mi-24 w Drawsku Pomorskim
Katastrofa śmigłowca Mi-24 w Drawsku Pomorskim – katastrofa lotnicza, która miała miejsce 4 kwietnia 2003 roku na poligonie w Drawsku Pomorskim. 

## Historia
Śmigłowiec Mi-24D z 49 Pułku Śmigłowców Bojowych wykonywał lot podczas ćwiczeń „Donośna Surma '03”. Jego zadaniem była osłona śmigłowca Mi-2RL symulującego ewakuację załogi zestrzelonego śmigłowca Mi-2Ch. Podczas lotu z dużym przechyłem na małej wysokości śmigłowiec Mi-24D zahaczył łopatami wirnika nośnego o samochód terenowy i w konsekwencji runął na ziemię.
Komisja Badania Wypadków Lotniczych Ministerstwa Obrony Narodowej orzekła, że śmigłowiec był sprawny, a przyczyną wypadku był błąd pilota, który podczas przelotu źle ocenił odległość maszyny od samochodu. Pilot śmigłowca przyznał się do popełnienia błędu. Wojskowy Sąd Okręgowy w Poznaniu skazał go na dwa lata więzienia w zawieszeniu na cztery lata.
Podczas katastrofy zginęło 3 żołnierzy: dwóch na ziemi (technik pokładowy st. chor. sztab. Stanisław Berdzik oraz st. plut. Tomasz Kłosowski), jeden zmarł po przewiezieniu do szpitala (kierowca samochodu terenowego st. plut. ndt. Wojciech Lewicki). Sześciu żołnierzy zostało ciężko rannych.